# Opération Tracer
L’opération Tracer était une opération militaire britannique ultra secrète de la Seconde Guerre mondiale, basée à Gibraltar, alors colonie britannique et base militaire. L'origine de cette opération venait du plan allemand pour envahir Gibraltar en 1940, connu sous le nom de code d’opération Felix. L’opération Tracer fut conçu par le contre-amiral John Henry Godfrey, le directeur de la Division du renseignement naval de l'Amirauté britannique. En 1941, il décida de créer un poste d'observation secret à Gibraltar qui resterait opérationnel même si Gibraltar tombait à l'ennemi. Depuis cette installation, les mouvements des navires ennemis seraient signalés au Royaume-Uni. Godfrey demanda l'aide de plusieurs consultants éminents pour mettre le plan sur pied. Le plan était si secret que Godfrey tenait des réunions avec ses conseillers dans sa résidence privée plutôt qu’à Whitehall. La décision fut prise de construire l'installation en utilisant le système de tunnel existant pour l’abri de Lord Airey, l'abri militaire souterrain juste au nord de la batterie de Lord Airey (en). La batterie d'artillerie était localisée sur l'arête supérieure du Rocher de Gibraltar, près de l'extrémité sud de ce qui est maintenant la réserve naturelle d’Upper Rock.
La construction de l'installation souterraine commença à la fin de 1941 et fut achevée à la fin de l'été 1942. Les salles servaient de poste d'observation double, avec une fente d'observation surplombant la baie de Gibraltar et une plus grande ouverture sur la mer Méditerranée. Six hommes furent sélectionnés pour l'opération : un chef, deux médecins et trois opérateurs radio. Les six hommes s'étaient portés volontaires pour être emmurés à l'intérieur de la grotte si Gibraltar devrait tomber aux mains des puissances de l'Axe. Les hommes savaient qu'ils resteraient enfermés dans l’installation souterraine durant environ un an mais que cela pourrait être beaucoup plus long. Des provisions pour un séjour de sept ans furent rassemblées dans le complexe. Cependant, le plan ne fut jamais activé. Le directeur du renseignement naval ordonna que les provisions du complexe soient distribuées et que la grotte soit murée. Des rumeurs d’un complexe secret, finalement baptisé la grotte stay-behind, circulaient depuis des décennies à Gibraltar, jusqu'à la découverte du complexe en 1997 par le Groupe spéléologique de Gibraltar. L'authenticité du site fut confirmée par l'un des constructeurs en 1998, et dix ans plus tard par l'un des médecins. Ce médecin, le dernier membre survivant de l'équipe Tracer, décéda en 2010.

## Historique

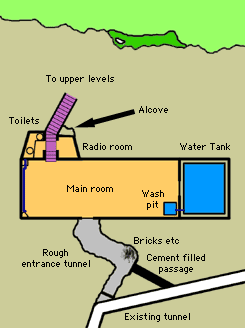
Carte du niveau inférieur du complexe souterrain de l'opération Tracer (Le nord se trouve à gauche).

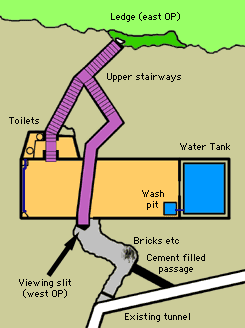
Carte du niveau supérieur du complexe souterrain de l'opération Tracer (Le nord se trouve à gauche).

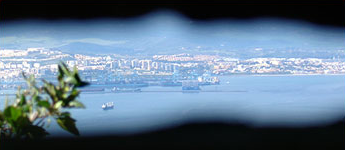
Vue sur la baie de Gibraltar par la fente d'observation du poste d'observation ouest de l'opération Tracer.

L’opération Tracer fut élaborée à Gibraltar, la colonie britannique et forteresse situées à l'extrémité sud de la péninsule Ibérique,. L'installation souterraine fut construite pour l’opération militaire la plus secrète de la Seconde Guerre mondiale. Elle se situait près de l'extrémité sud de la réserve naturelle d’Upper Rock, à proximité de la batterie de Lord Airey,,. L'opération Tracer fut mise sur pied en réaction au plan allemand de 1940 d’envahir Gibraltar en passant par l'Espagne, connu sous le nom de code d'opération Felix. Cette dernière faisait partie d'un projet plus vaste intitulé "Stratégie périphérique" dans laquelle l'Allemagne envisageait de couper la Grande-Bretagne du reste de l'Empire britannique. Le renseignement britannique connaissait la menace et l'opération Tracer en fut le résultat,.
À l'été 1941, le contre-amiral John Godfrey Henry (1888-1971), le directeur de la Division du renseignement naval de l'Amirauté britannique, décida de créer à Gibraltar un poste d'observation secret qui resterait opérationnel même si Gibraltar tombait aux mains de l'ennemi. L’opération était si secrète qu'aucune des réunions préparatoire à l’opération Tracer n’eut lieu à Whitehall. Au contraire, ils se tinrent à la résidence de Godfrey au 36, Curzon Street, Mayfair, au centre de Londres,,.
Du poste d'observation à Gibraltar, les soldats britanniques emmurés à l'intérieur de la grotte rendraient compte des mouvements de navires ennemis à l'Amirauté, via des liaisons radios clandestines. Les officiers britanniques, y compris le commandant Geoffrey Birley et l’ingénieur en chef le colonel Fordham, réalisèrent des reconnaissances du Rocher de Gibraltar et choisirent le système de tunnel existant pour l’abri de Lord Airey comme site de l'opération Tracer,. Dans un premier temps, des plans furent faits pour fournir la quantité d’approvisionnement annuel pour cinq hommes, dont la nourriture, l'eau, l'assainissement et les communications radio. Le plan fut, par la suite, modifié pour inclure un sixième homme. Finalement, les approvisionnements pour sept ans furent fournis. Le directeur du renseignement naval consulta plusieurs experts sur la faisabilité et les exigences du programme,,.
À la fin décembre 1941, la construction du complexe commença. Les travaux de tunnel étaient réalisés dans le plus grand secret, les ouvriers n'étaient pas au courant de l'emplacement exact. Toutes les personnes impliquées dans la construction de l'installation du plan Tracer furent immédiatement renvoyés en Angleterre à son achèvement, de crainte qu’elles ne révélassent l’opération. La salle qui deviendrait les locaux d'habitation pour les hommes avait un volume de 1 630 m3 (57 600 pieds cubes), avec des dimensions de 14 m × 4,8 m × 2,4 m (45 pi × 16 pi × 8 pi), et se situait à une altitude de 410 m (1 350 pieds). Les deux ouvertures d'observation, une à l'ouest donnant sur la baie de Gibraltar et l'autre à l’est sur la Méditerranée, assuraient la ventilation. Chaque ouverture était initialement prévue pour être de 30 cm × 15 cm (12 pouces × 6 pouces). En outre, il y avait un réservoir d'eau de 45 000 l (10 000 gallons impériaux). Les toilettes étaient à côté d'une petite salle de radio équipée pour les communications sans fil, comprenant un émetteur Mark 3 et un récepteur HRO, Trois batteries de 12 volts pouvant délivrer 120 ampères seraient chargées par un des deux générateurs, le premier actionné par un vélo et l'autre par une manivelle. La bicyclette, qui actionnait également un système de ventilation, avait eu sa chaîne remplacée par une courroie en cuir, afin de minimiser le bruit lorsqu’elle était utilisée. En outre, l’installation d’une antenne extérieure fut recommandée. Une tige d'antenne mesurant 5,5 m (18 pieds) de longueur serait insérée à travers l'ouverture d'observation située à l'est,,.
Un escalier près de la chambre principale, au niveau de la salle de radio et de toilettes, conduisait au poste d'observation est. Il fut décidé que l'antenne serait cachée en la retirant dans un tuyau après utilisation, le tuyau courant le long de l'escalier qui conduisait à la salle principale. Alors qu'il avait été initialement prévu que les ouvertures d'observation seraient toutes les deux des fentes, le choix final fut fait d'agrandir l'ouverture à l’est donnant sur la Méditerranée car elle donnait sur une étroite corniche mais était complètement cachée. L'ouverture et la corniche étaient suffisamment larges pour qu'un homme puisse monter dessus en quête d'air frais. À mi-hauteur de l'escalier principal, se trouvait un autre escalier qui conduisait au poste d'observation ouest. L’ouverture ouest sur la baie était dissimulée avec une cale en béton. L'intégralité de la chambre principale était plâtrée et son sol recouvert de dalles de liège, deux solutions pour réduire la transmission des sons. Le passage de l’entrée avait un sol meuble afin de faciliter les sépultures si nécessaire. Il y avait aussi des briques supplémentaires pour murer le tunnel d'accès une fois que les six hommes auraient été installés à l'intérieur de la grotte,.
Lors d'une réunion en janvier 1942, un rapport de deux consultants fut analysé. Le rapport faisait des suggestions pour le personnel, l'exercice, les provisions, dont la nourriture, l'alcool et le tabac, la ventilation et l'assainissement. Si l'un des membres de l'équipe mourrait, il était recommandé que ses restes soient embaumés et cimentés. Les participants à la réunion décidèrent que l'équipe de l’opération Tracer devrait comporter six membres : un officier qui serait le chef de l'équipe, deux médecins et trois télégraphistes. Il fut proposé qu’une répétition soit mise en œuvre afin d'évaluer l'aptitude psychologique des membres de l'équipe proposée. Il fut suggéré que la répétition aurait lieu en Écosse. Lors d'une réunion qui s'est tenue le mois suivant, en février 1942, il fut recommandé que le lieutenant White de la Royal Naval Volunteer Reserve soit interrogé. Il fut proposé qu'une fois l'équipe Tracer choisie, une seconde équipe soit constituée, et des postes d'observation à d'autres endroits — tels qu’Aden et Malte — soient envisagés,.
Le 13 avril 1942, l'amiral Godfrey publia une note de service dont le quatrième paragraphe disait:
« 4. Maintenant que TRACER est assez lancé, je voudrais que le Cdr. Scott l'adopte et la prenne en charge dès que possible, mais il aura certainement besoin de l'aide de Fleming et Merrett pendant un certain temps. Ceci encore, en particulier l'ensemble des stocks et la sélection d'un opérateur radio doit être traitée comme une question de première importance et un rapport d'étape devra m’être présenté le 24 avril. »
Edward Merrett servit comme secrétaire de l'amiral Godfrey. L’écrivain Ian Fleming, auteur des James Bond, était l'assistant personnel de l'amiral. Tous deux furent impliqués dans l'opération Tracer. Fleming avait été un agent de change dans la vie civile avant qu’il ne fut recruté par la Royal Naval Volunteer Reserve et nommé lieutenant-commandant en 1939. C'est après la guerre qu'il écrivit les romans de James Bond. En plus de servir comme assistant personnel du directeur de l'Intelligence navale pendant la Seconde Guerre mondiale, Fleming était le cerveau d'une unité spéciale en 1942 : connue sous le nom de 30 Assault Unit, cette unité de commando naval fut chargée d'acquérir des renseignements et nombreuses autres missions secrètes. Fleming recruta des hommes d’horizons variés, dont des explorateurs de l'Arctique, des Royal Marines, et des linguistes. Leurs instructeurs comprenaient même un voleur qui leur apprit le crochetage,,.

## Le cerveau

Le contre-amiral John Henry Godfrey, cerveau de l’opération Tracer

John Henry Godfrey était originaire d’Handsworth, un quartier de Birmingham, en Angleterre. Il fut inscrit au collège Bradfield et, en 1903, commença sa carrière dans la marine en tant que cadet à bord du HMS Britannia, anciennement HMS Prince of Wales. Après une série d’affectations et de promotions, il fut promu au grade de lieutenant commandant en 1916. En plus d'être mentionné dans les dépêches, Godfrey obtint la Légion d'honneur (chevalier) et l'Ordre du Nil. Il fut promu commandant en 1920 et capitaine en 1928. Après quelques autres affectations et commandements supplémentaires, il commanda le HMS Repulse de 1936 à 1938. Godfrey fut promu contre-amiral et nommé directeur du renseignement naval en 1939. Il fut également fait compagnon de l'Ordre du Bain cette année-là. Il fut promu vice-amiral en 1942. Il y a une certaine incertitude sur le fait qu’il fut remplacé à la tête du renseignement naval en 1942 ou en 1943,,. Il commanda la marine royale indienne à partir de février 1943. Bien qu'il eût été promu amiral en 1945, il servit dans son ancien grade jusqu'en mars 1946. L’amiral Godfrey prit sa retraite en septembre 1946.
Il mourut à Eastbourne, en Angleterre en août 1971. Il a été cité comme source d'inspiration pour le chef du Secret Intelligence Service, M dans les romans de James Bond.

## Les consultants
Un des consultants pour l'opération Tracer était chirurgien commandant de la Royal Navy George Murray Levick (1876-1956). L'explorateur avait fait partie de l’équipe de soutien du capitaine Robert Scott (1868-1912) dans l'Antarctique. Levick et cinq autres hommes de l'équipage avaient survécu à leur voyage de huit mois vers le cap Evans qui avait inclus tout un hiver passé dans un trou à neige, mangeant de la graisse de phoque et de la viande de manchot,,. Levick fut rappelé de sa retraite pour servir de consultant à l'Amirauté britannique sur la survie dans des conditions difficiles,. Bien qu'il ait été initialement prévu un autre consultant pour rechercher des médecins, ce fut Levick qui recruta les deux médecins de l'opération Tracer,,. Il fit des recommandations en matière de contrôles psychologiques du personnel ainsi que pour l'alimentation, l'habillement, l'exercice et les activités de loisirs. Levick donna également des conseils pour la ventilation et l'assainissement de la grotte, y compris la façon de traiter les cadavres. Il établit des rapports avec des recommandations pour l'opération et assista à des réunions tenues par le directeur du renseignement naval à Curzon Street. Il dressa également une liste exhaustive des provisions à rassembler dans la grotte. Le directeur Godfrey et ses consultants étaient d’accord avec la recommandation de Levick pour une répétition générale, même si Romney Marsh, en Angleterre fut choisi, plutôt que l'Écosse. De plus, Levick vécut avec l'équipe de l’opération Tracer durant la répétition,.
L’équipe de consultants comprenait également Thomas Horder (en) (1871-1955), qui avait été le médecin de trois monarques, Édouard VII, George VI, et Élisabeth II. Horder siégea dans de nombreux comités et associations et fut président d'un grand nombre d'entre eux,,. Le directeur du renseignement naval consulta Horder sur les questions relatives à l'alimentation et aux provisions. Le rapport de janvier 1942 fut préparé par Horder et Levick et une grande partie était basée sur l'expérience de ce dernier hivernage dans la grotte de neige en Antarctique. Horder était également présent aux réunions très secrètes du directeur à Curzon Street.
Le consultant radio du MI6 était le colonel Richard Gambier-Parry (1894-1965) qui supervisa le volet communication de l'opération Tracer,. Il avait été recruté par le Secret Intelligence Service (SIS) en 1938, avant le début de la Seconde Guerre mondiale, afin de moderniser leur système de communication,,. Il fut promu au grade de colonel en 1939 et puis à celui de général de brigade en 1942. Gambier-Parry continua à lancer un réseau de stations d'écoute secrètes après la guerre,.

## L'équipe
À la fin d’avril 1942, cinq membres de l'équipe d'exploitation Tracer avaient été sélectionnés : deux chirurgiens-lieutenants et trois membres des transmissions. Le chirurgien-lieutenant Bruce Cooper (en) (1914-2010) avait été recruté par Levick de la Royal Naval Volunteer Reserve pendant son congé à terre en 1941. Lorsque le natif de Castle Eden, en Angleterre, fut prié de recommander un autre médecin, il suggéra le nom d’Arthur Milner, un médecin civil à Morecambe. Les deux médecins étaient amis et avaient tous deux obtenu leur diplôme en médecine de l'Université de Durham. Rien ne fut dit à Cooper à propos de la mission secrète jusqu'à ce qu'il accepte d'y participer. Milner fut d'abord hésitant à s'engager dans la marine en raison de son mal de mer. Cependant, il fut assuré qu'il ne serait jamais exigé qu’il servît en mer. Bien qu'il ait été envisagé de faire des répétitions en Écosse, l'équipe entreprit des répétitions à Romney Marsh, en Angleterre, après une formation initiale. Trois des meilleurs opérateurs radio et un chef d'équipe furent également recrutés. Toutefois, le chef de l'équipe dut être remplacé. L'officier avait apparemment hésité à l'idée de partager sa table avec trois matelots, les hommes de troupe qui devaient servir comme opérateurs radio. Les noms des trois hommes de troupe qui étaient opérateurs radio ne sont pas connus. Les médecins, Cooper et Milner, ce dernier ayant également rejoint le Royal Naval Volunteer Reserve, arrivèrent à Gibraltar. Cependant, au moment de leur arrivée, l'équipe avait encore besoin d'un chef. Le chef, qui remplaça le premier fut « Windy » Gale, un natif du Kent,.

## Dénouement
En mai 1942, des dispositions pour des opérations similaires à Colombo et Trinquemalay commencèrent. Dès le début d’août 1942, une équipe complète Tracer fut mise sur pied à Gibraltar, supervisée par le commandant Pyke-Nott. À chaque membre de l'équipe fut attribuée une tâche qui leur assurait une couverture à leur présence à Gibraltar. À la fin du mois, la construction de la grotte était presque terminée et toutes les dispositions étaient en place. Un manuel pour les membres de Tracer avait été imprimé, officiellement pour une expédition dans l'Arctique, et le directeur du renseignement naval initia les préparatifs pour une équipe Tracer « de l'ombre ».
Cependant, l'opération Tracer à Gibraltar ne fut jamais activée. En mai 1943, les armées alliées achevèrent la capture de l'Afrique du Nord, et le 17 août, elles expulsèrent les dernières forces de l'Axe de Sicile, ce qui rendit la menace sur Gibraltar négligeable. Le 24 août 1943, le directeur du renseignement naval envoya un message hautement secret, crypté avec un masque jetable, dans lequel il commandait un dernier exercice de communication radio, ainsi que le murage des chambres et de la distribution des provisions qui avaient été stockées. Le manuel de l'opération Tracer est à la division du renseignement naval, classé sous le numéro # 1001107/42. Il évoque la sélection du personnel, le chauffage, l'éclairage ainsi que l'assainissement. En outre, il dispose d'une dizaine d'annexes sur la nourriture, les vêtements, les ustensiles, les outils, l'équipement, le mobilier, la cuisine, la papeterie, les jeux, la bibliothèque, les articles divers, les fournitures médicales et les instruments chirurgicaux. Le manuel aborde également les difficultés rencontrées dans la construction de l'installation secrète.

## Découverte

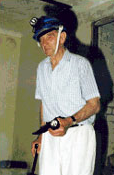
Dennis Woods dans la grotte de l’opération Tracer en 1998.

Depuis la Seconde Guerre mondiale, des rumeurs circulaient sur une salle secrète dans le rocher de Gibraltar. Pendant des années, les gens explorèrent les falaises, les tunnels et les grottes du Rocher, mais en vain. Cependant, à la fin de 1997, après une recherche de plus de deux ans en équipe, le Groupe spéléologie de Gibraltar mit au jour un complexe secret, à proximité de la batterie de Lord Airey à Upper Ridge à l'extrémité sud de la réserve naturelle d’Upper Rock,,. Le groupe avait évalué les emplacements possibles du complexe et était arrivé à la conclusion qu'il devait être situé en haut sur le Rocher pour disposer d’une belle vue sur la Méditerranée et la baie de Gibraltar,. Leurs soupçons apparurent lorsque des membres du groupe sentirent un coup de vent dans un tunnel qu'ils avaient exploré. Après une exploration plus approfondie, le groupe franchit un mur et entra dans une série de salles. Il fut rapidement établi que le complexe secret était probablement le site longtemps recherché de l'opération Tracer. La salle secrète avait été surnommée « Stay Behind Cave » (grotte Stay Behind) par les habitants des années avant que les détails officiels ne furent connus,,.
Après avoir senti le courant d’air dans le tunnel ce jour de Levant en décembre 1997, le groupe spéléologie de Gibraltar retira quelques tôles ondulées et trouva une zone murée dans la paroi. En enlevant soigneusement quelques briques, ils mirent rapidement en évidence une porte derrière la partie murée dans le tunnel. En plus des postes d'observation, comprenant une dalle de béton pour ce faire, à l'ouest, les hommes découvrirent les restes d'une bicyclette. Ils trouvèrent également le tube qui gainait l’antenne le long des escaliers. Des carreaux de liège sur le sol servaient à la fois d’isolant thermique et phonique. Ils avaient deux motifs et formes : des dalles carrées disposées autour de la périphérie de la chambre, sans doute pour indiquer les zones de stockage, et des dalles étroites disposées selon un motif à chevrons dans la zone principale de la pièce centrale. Au cours d'un documentaire de 28 minutes qui fut tourné et produit en 1998, l'équipe ouvrit le robinet en laiton sur la fosse de la vasque de lavage alimentée par le réservoir d'eau de 10 000 litres. L'eau, tout d'abord noire, devint rapidement claire. Les hommes conservèrent l'emplacement de la grotte secret pendant trois mois le temps de l’étudier. Le documentaire, « Opération Tracer - Stay behind Cave », fut diffusé en avril 2012 (lien vers documentaire ci-dessous),.
En septembre 1998, Dennis Woods s'identifia comme ayant joué un rôle dans la construction de l'installation secrète. Sa venue à Gibraltar fut son premier retour sur place en plus de cinquante ans. Le musée de Gibraltar invita Woods à visiter les salles souterraines. Il révéla qu’au moment de la construction du complexe secret, il fut appelé la grotte de Braithwaite, en l'honneur de l'officier commandant. Le major J A Braithwaite avait dirigé les hommes qui avaient construit l'installation, et qui sont morts lors d'une explosion accidentelle lors du creusement. Sa description confirma l'identité du site. Il fut capable de relater les détails de la construction et du fonctionnement des éléments de l'installation. Woods indiqua également qu'il y avait deux autres équipes Tracer à Gibraltar, mais que la sienne était la principale. Ceci, combiné avec un dessin d'une chambre différente obtenue à partir d'une source au MI6, fit naitre la possibilité d'un deuxième complexe secret à Gibraltar. En outre, un ancien télégraphiste suggéra que des unités Tracer étaient en opération lors de la crise de Suez,,.

## L'histoire récente

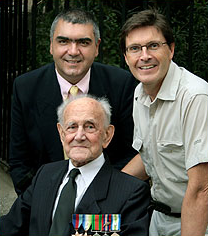
Dans le sens horaire, Bruce Cooper (assis), Martin Nuza, et Jim Crone à Gibraltar, en octobre 2008.

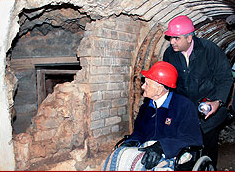
Bruce Cooper (assis) et Martin Nuza à l'entrée de la grotte de l'opération Tracer.

Le document du renseignement naval britannique référencé ADM 223/464 est devenu disponible en vertu de la loi sur la liberté de l'information. Le document, qui porte la mention « Top Secret » dans le coin supérieur droit, se trouvait aux Archives nationales de Kew, à Londres. Il fournit des renseignements importants sur l'opération Tracer et fut l'œuvre de Charles Langbridge Morgan (1894-1958). L'auteur et journaliste respecté était employé par la Division du renseignement naval pendant toute la Seconde Guerre mondiale, d'abord sous la direction de Godfrey et plus tard sous celle de son successeur Edmund Rushbrooke. Originaire de Bromley, dans le Kent, Morgan écrivit son premier livre, The Gunroom, en 1919. Le roman, qui détaille la vie malheureuse d'un aspirant dans la marine royale avant la Première Guerre mondiale, ne fut pas bien accueilli par l'Amirauté. Bien que l'Amirauté britannique fît disparaitre le livre, il permit de faire aboutir des réformes dans la Royal Navy. Morgan écrivit Intelligence Digest sur une base hebdomadaire pendant la Seconde Guerre mondiale. L’écrivain britannique Nicholas Rankin pense qu’il fut l'historien officieux de la Division du renseignement naval,,.
Les chercheurs Pete Jackson, sergent-major du Royal Gibraltar Regiment, et Jim Crone interrogèrent le chirurgien lieutenant-commandant à la retraite Bruce Cooper en Angleterre en novembre 2006. Pendant l'entrevue, Cooper relata les détails de son début de carrière, avant la guerre. Il décrivit également l'histoire du recrutement par Levick de lui-même et de son ami Milner pour l'opération Tracer, et leurs affectations « de couverture » et des répétitions. Lors de la première entrevue, il ne reconnut pas les cartes et les photographies du complexe de l’opération Tracer. Toutefois, il admit que ses souvenirs de l'installation s’étaient effacés. Copper se rappelait un grand réservoir d'eau, ainsi que d'avoir à pédaler vigoureusement sur un vélo pour produire de l'énergie. En outre, il se souvint d'une fente d'observation donnant sur l'ouest de la ville et sur la Detached Mole (en) et une autre plus grande ouverture donnant sur la Méditerranée, cette dernière servant non seulement à l'observation, mais aussi pour déployer une antenne de communication radio. Cooper se souvint aussi avoir rencontré le légendaire Buster Crabbe au cours de ses heures de repos. Il relata également les détails de sa vie après la guerre,,.
En octobre 2008, Cooper, le dernier survivant de l'opération Tracer, revint à Gibraltar avec sa famille,. L'équipe qui les accompagna au complexe secret comprenait Jackson et le directeur du musée de Gibraltar. L'événement fut filmé par Martin Nuza. Le médecin à la retraite confirma que la « grotte Stay benind » découverte en 1997 était la même salle secrète qui avait été construite pour son usage et celui de ses cinq collègues,,. Lors de sa visite à Gibraltar, Cooper resté au Rock Hotel, à l’endroit même où il avait résidé plus de soixante ans plus tôt, quand il était arrivé pour sa mission secrète,. Les autres événements qui avaient été organisés pour le Dr Cooper et sa famille cette semaine, comprenaient un voyage sur un bateau de patrouille de l’escadron de Gibraltar, une visite des tunnels datant de la Seconde Guerre mondiale et son apparition lors de la cérémonie annuelle de Trafalgar Day au cimetière de Trafalgar. Cooper eut également l’occasion de parler avec le commandant des Forces britanniques de Gibraltar, le commodore Matt Parr,. Le chirurgien lieutenant-commandant Bruce Cooper est mort deux ans plus tard, peu après son 96e anniversaire, le 3 décembre 2010.
La grotte Stay behind de l'opération Tracer constitua l'un des projets de recherche du musée de Gibraltar, et se trouve sous son contrôle,. Sous les auspices du musée de Gibraltar, le groupe de spéléologie de Gibraltar effectua une étude du complexe en collaboration avec l'organisation espagnole GIEX, le groupe de recherche spéléologique de Jerez. De petits groupes de visiteurs peuvent visiter la grotte avec le musée de Gibraltar.
L'histoire de l'opération Tracer apparut en première partie de soirée en 2011 sur le programme de télévision quotidien The One Show (en) diffusée sur BBC One.
Juin 2012 fut marqué la visite de Leurs Altesses Royales, le comte et la comtesse de Wessex, à Gibraltar. Leur séjour à Gibraltar faisait partie des célébrations entourant le jubilé de diamant d'Elizabeth II. Le prince Édouard et son épouse eurent l'occasion de visiter Upper Rock et de visiter la grotte de l'opération Tracer. Le couple posa également la première pierre du monument du jubilé de diamant de Gibraltar,,.
Un long métrage intitulé Tracer, tourné sur place à Gibraltar et dans les îles Lofoten, est prévu. Martin Nuza, du studio de production Gold, a conclu un partenariat avec le producteur James Davidson pour développer un film basé sur l'histoire de l'opération Tracer. Le film de suspense et d'horreur devait être réalisé par James Isaac,. Le réalisateur d'Hollywood, cependant, est mort en mai 2012.

## Culture populaire
Cette opération apparait dans l'album Le Bâton de Plutarque de Blake et Mortimer.

## Galerie

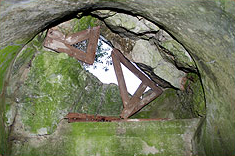
Poste d'observation est avec des éléments de camouflage
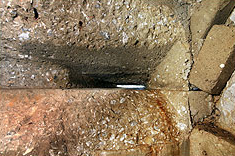
Poste d'observation ouest avec sa fente dans le roc
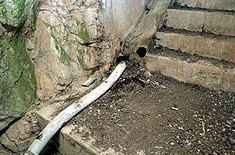
Tube pour l'antenne radio dans les escaliers
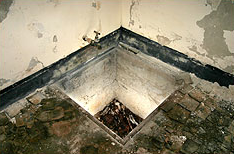
Vasque et robinet en étain dans la salle principale
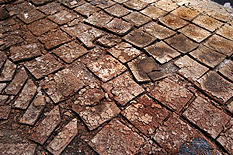
Carreaux de liège sur le plancher avec deux formes et motifs
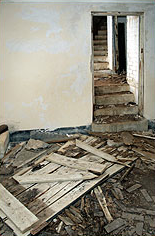
Porte de l'escalier allant vers les salles de radio et de toilette